# Todeszug von Iași

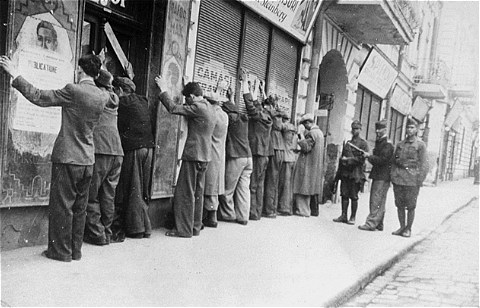
Festgenommene Juden in Iași

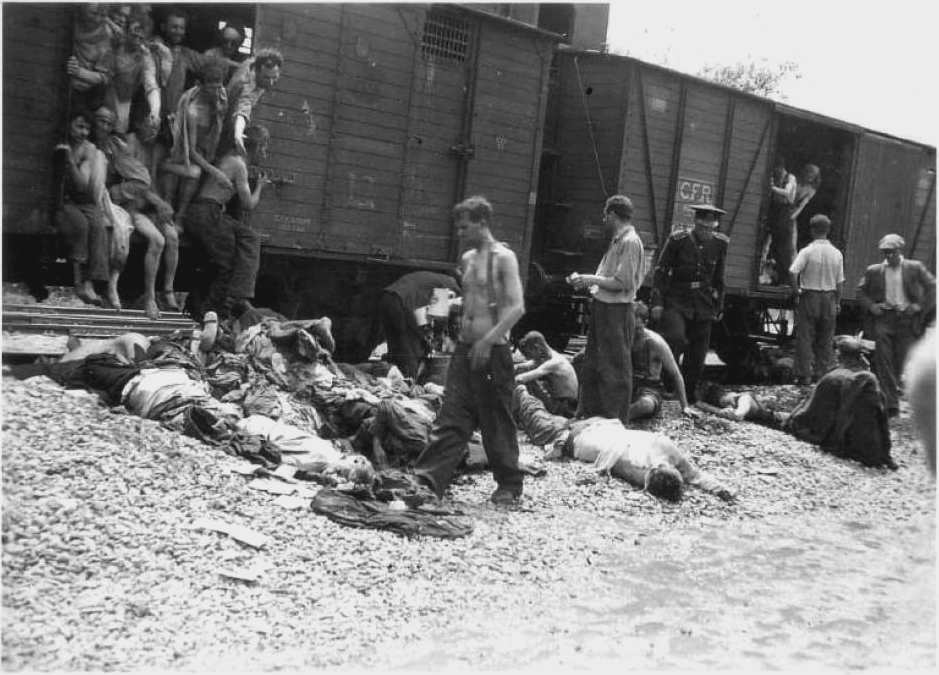
Todeszug von Iași

Der Todeszug von Iași, auch Iași-Pogrom genannt, bildete den Abschluss des größten Pogroms an der jüdischen Bevölkerung in Rumänien. Er fand in der Stadt Iași  eine Woche nach Beginn des Deutsch-Sowjetischen Krieges am 29. Juni 1941 statt. Der Pogrom wurde durch rumänische Regierungstruppen – teilweise unterstützt von deutschen Einheiten – unter Aufsicht der rumänischen Behörden durchgeführt. Im Verlauf des Pogroms starben über 13.000 Menschen.

## Hintergrund

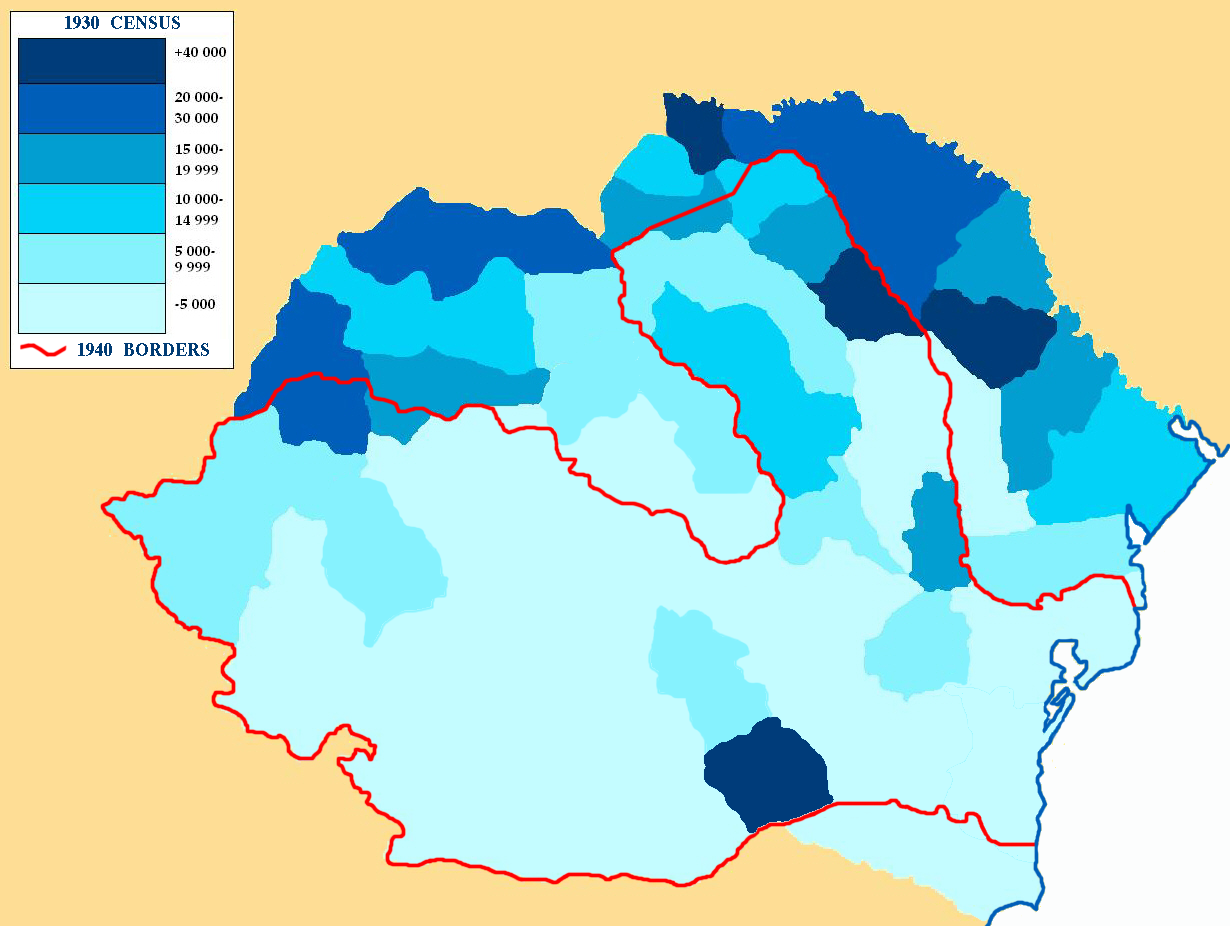
Jüdische Bevölkerungsanteile in Rumänien um 1930

Im Oktober 1940 übernahm General Ion Antonescu in Rumänien die Staats- und Regierungsgeschäfte. Zur gleichen Zeit wurde Iași zur Hauptstadt der Eisernen Garde ernannt, vergleichbar mit München als Hauptstadt der Bewegung für die Nationalsozialisten. Die Ernennung der Stadt zum Zentrum der antisemitischen Eisernen Garde war verbunden mit verschärften Repressionen gegenüber der einheimischen jüdischen Bevölkerung. Dazu gehörten nicht nur Übergriffe, sondern auch Beschlagnahmung jüdischen Besitzes und jüdischer Immobilien. Verbunden waren die Ausschreitungen mit offenem Antibolschewismus. Sie gipfelten bereits einen Monat später in der Zerstörung zweier Synagogen. 1941 lebten 51.000 Juden in der Stadt.
Das Pogrom verlief ähnlich wie das Pogrom von Dorohoi ein Jahr zuvor am 1. Juli 1940. Laut dem Historiker Jean Ancel (1940–2008), der das Massaker in einem Kellerversteck überlebte und damals über 20 Familienmitglieder verlor, ordnete Antonescu die Bluttat in einem Telefongespräch mit General Constantin Lupu am 27. Juni persönlich an. Demnach stand das Pogrom von Iași im Zusammenhang mit Antonescus Gesamtplan, alle Juden in Bessarabien, in der Bukowina und in der Moldau physisch auszurotten. Obwohl die wesentlichen Fakten zum Ablauf des Massakers bekannt sind, gibt es über den konkreten Auslöser unterschiedliche Ansichten unter den Historikern. Laut Vladimir Solonari lässt sich ein Befehl Antonescus nicht mit dessen anschließender Reaktion erklären. Nach dem Massaker gab Antonescu zunächst die Version der Militärs wider, wonach die Juden zuerst auf die Soldaten geschossen hätten, was man habe sanktionieren müssen. Am 4. Juli bedauerte Antonescu dagegen öffentlich das Pogrom. Antonescu äußerte, die Ereignisse der „einzelnen, auf eigene Initiative handelnden“ Soldaten würden das Militär in ein schlechtes Licht rücken, weshalb er eine Untersuchung anordnete.

## Ablauf des Pogroms

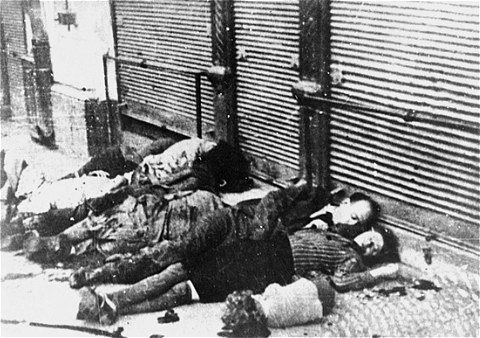
Ermordete Juden in den Straßen von Iași am 29. Juni 1941

Der rumänische Geheimdienst streute in der Stadt das Gerücht, dass die jüdische Bevölkerung den Luftstreitkräften der Sowjetunion Informationen zur Bombardierung der Stadt übermittelt hätte. Entsprechende Erzählungen waren im Rumänien der ersten Kriegstage weit verbreitet. Angestachelt und unter direkter Beteiligung durch die bewaffneten Einheiten der Rumänen und Deutschen begannen die ersten Übergriffe am Vorabend des 28. Juni. Während bis zu 4000 Juden verhaftet wurden, wurde eine ähnliche Größenordnung auf offener Straße oder in ihren Häusern ermordet. Dabei kam es auch zu Plünderungen. Aus Angst vor dem wütenden Mob markierten Hausbewohner ihren Besitz mit: „Hier leben Christen, keine Juden.“
Am 29. Juni, als „Schwarzer Sonntag“ bezeichnet, begannen Erschießungen durch rumänische Soldaten im Hinterhof des Hauptsitzes der Polizei. Die 4330 Überlebenden – nach anderen Angaben 7700 – wurden im Anschluss in geschlossene Güterwagen getrieben. Der erste von zwei Zügen bestand aus zwischen 33 und 39 Güterwagen, in die 2430 bis 2530 Menschen mit Gewehren und Bajonetten getrieben wurden. Er verließ Iași gegen 4 Uhr morgens am 30. Juni. Die beiden Züge fuhren die verschlossenen Wagen acht Tage durch das rumänische Hinterland. Die meisten Gefangenen starben an Hunger oder Durst. Die Luftschlitze waren zugenagelt, sodass die Eingeschlossenen kaum Luft bekamen. Am 6. Juli erreichte der erste Zug, der über Târgu Frumos, Roman, Mărășești und Ploiești gefahren war, die Station Călărași. Die israelische Gedenkstätte Yad Vashem verzeichnet 2650 Tote während dieser Fahrt.
Währenddessen setzte sich das Pogrom in der Stadt fort, insbesondere in der Form der Erschießung durch Soldaten, die auch jüdisches Eigentum plünderten. Erst nach persönlicher Intervention Antonescus  am 4. Juli ebbte die Gewalt ab. Der rumänische Machthaber wollte landesweite wilde Pogrome zu diesem Zeitpunkt vermeiden, um den Aufmarsch der Truppen gegen die Sowjetunion nicht zu behindern.
Einem Bericht des rumänischen Geheimdienstes vom Juli 1943 folgend kamen in Iași und in den beiden Deportationszügen 13.266 Menschen um. Die jüdische Gemeinde von Iași nennt über 15.000 Opfer.

## Kriegsverbrecherprozesse
Die rumänische Justiz klagte wegen des Pogroms in Iași nach dem Krieg 57 Personen an. Neben 21 Zivilisten und 22 Gendarmen mussten sich ebenso ehemalige höhere Militärs sowie der Bürgermeister von Iași und der Präfekt der Region verantworten. 156 Zeugen wurden vom Gericht geladen. Die meisten von ihnen waren Überlebende des Pogroms.
Ein Großteil der Angeklagten wurde wegen Kriegsverbrechen und Verbrechen gegen den Frieden zu hohen Haftstrafen verbunden mit Lagerarbeit verurteilt, unter ihnen auch ehemalige Generäle. Die Strafarbeit sollte die Schadensersatzzahlungen abgelten. Nur wenige der angeklagten Personen wurden freigesprochen.

## Rezeption

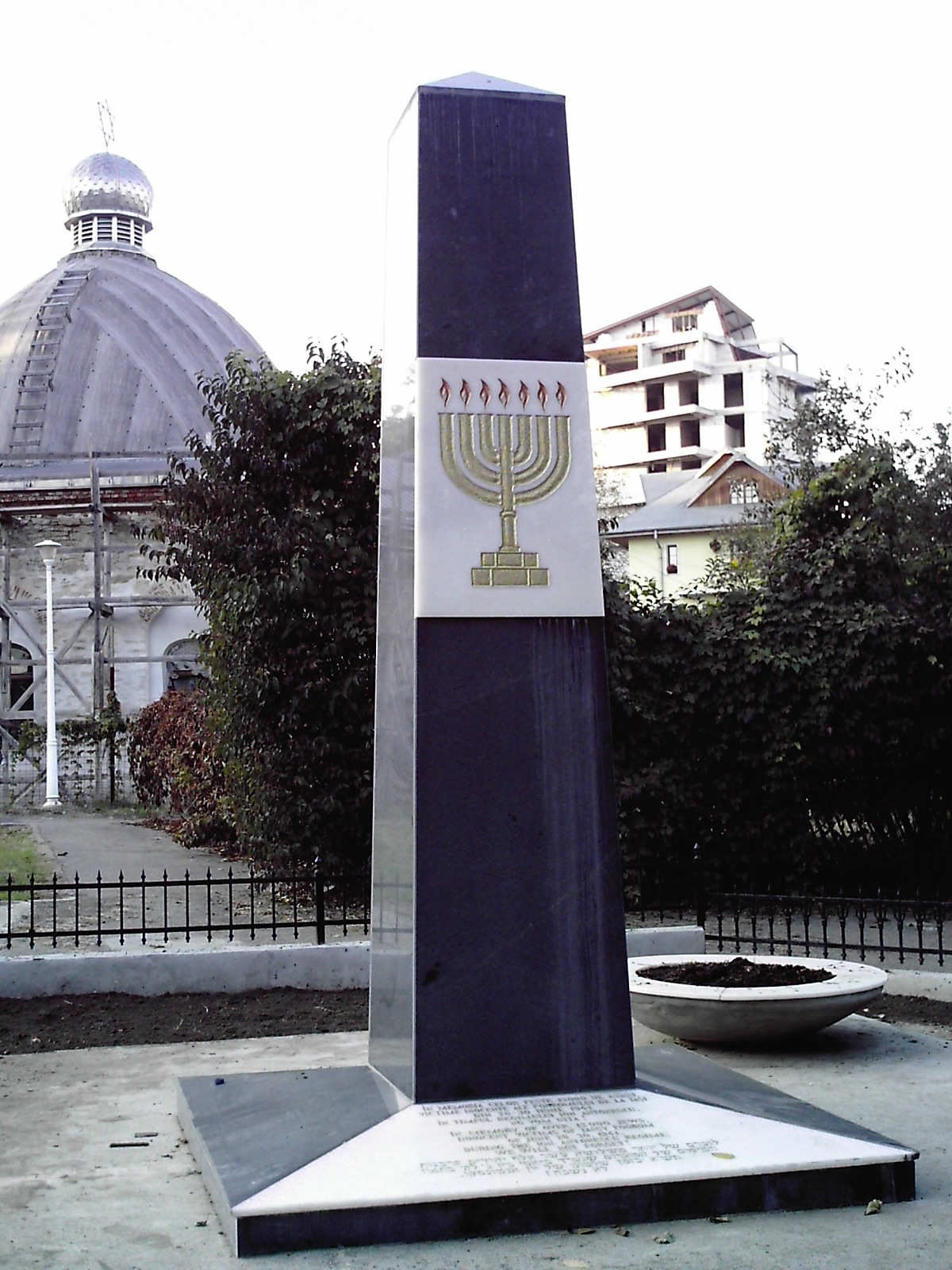
Obelisk für das Iași-Pogrom (2011)

Am 28. Juni 2011 wurde vor der Großen Synagoge in Iași ein Obelisk aus schwarzem Marmor und mehrere Gedenktafeln zum Jahrestag des Pogroms enthüllt. Er ersetzte einen alten Obelisken aus dem Jahr 1976. Die Große Synagoge ist die einzige von 110 Synagogen der Stadt, die den Krieg überstand.
Der italienische Schriftsteller Curzio Malaparte hielt sich im Juni 1941 als Kriegskorrespondent in Iași auf. In seinem nicht dokumentarischen Roman „Kaputt“ beschreibt Malaparte einen der beiden Todeszüge und gibt seine Anwesenheit bei der Entladung des Zuges vor. Er war eine Woche vor dem Massaker am 22. Juni in Iași und kannte das Geschehen offenbar nur vom Hörensagen.